# タンケルム

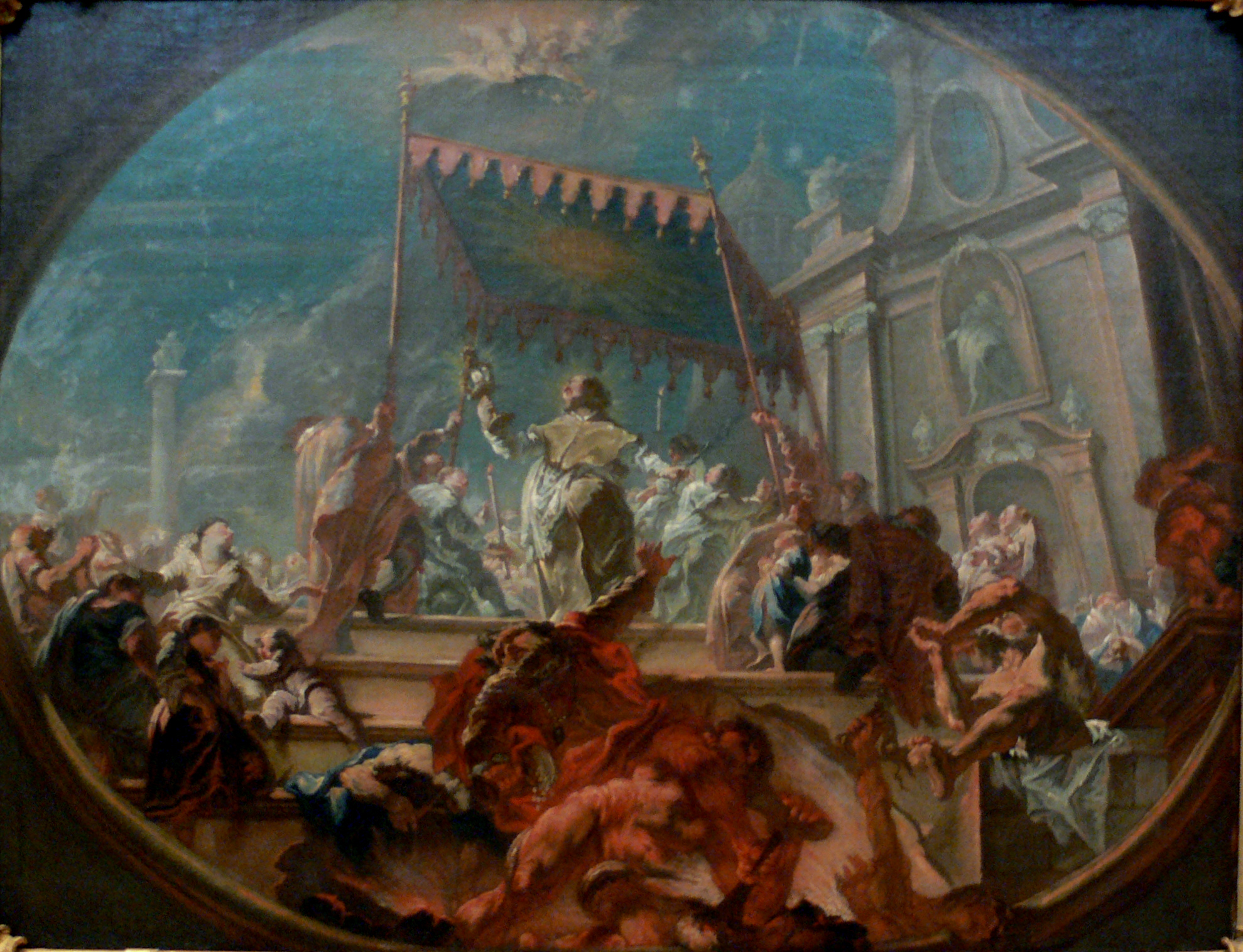
タンケルムと信者たち

タンケルム（Tanchelin, Tanchelme, Tanchelm d'Anvers、生年不詳 - 1115年）は、12世紀初めのフランドルの放浪説教者。教会を攻撃し大勢の信徒を集め自己を神格化させた。
ネーデルランド出身。修道士でフランドルのロベール伯の廷臣として同伯の司教区を再分割する計画に1110年頃に加担したが計画は失敗した。
１年後にロベール伯が死ぬと認可の説教師としてユトレヒトやアントワープの司教都市を中心にオランダ、ベルギーの町々で巡回説教して回った。群衆相手に教会の腐敗を攻撃した説教をはじめ、救済はそれを授ける者の「神聖」さと「功徳」に依拠しているから司祭から秘蹟を授かっても無意味だとし、十分の一税も批判した。そして自らをキリストと同程度の聖霊を有し、同程度に神であると主張した。華美な服を身にまとい、武装した護衛に守られながら、数千人の信徒を従えて巡り歩き、ミサを妨害したり、人々の前で聖母マリア像と婚約式を挙げた。自分が水浴したあとの水を信者達に分かち与え信者達はそれを聖なるものとして崇拝したり、飲んだりした。
当時この地域は干拓と堤防の構築による開墾、牧羊と羊毛工業で人口が増加したため古い観念は動揺し新しい理念の受け入れに容易な都市的環境だった。
1115年、彼を憎む一司祭に頭を殴打されて死亡。死後も民衆や一部の聖職者に影響を残したため教会は払拭に苦労した。